# Destra storica
La Destra, detta in seguito storica per distinguerla dai partiti e movimenti di massa qualificati come di destra che si erano affermati in precedenza all'estero o che si sarebbero affermati nel corso del XX secolo, fu un raggruppamento politico italiano nel periodo compreso tra l'Unità d'Italia e i primi anni del XX secolo.
Sorta formalmente nel Parlamento del Regno di Sardegna nel 1849 con i governi di Massimo d'Azeglio, proseguita nel 1852 con Camillo Benso conte di Cavour, è rimasta al potere dopo la morte di questi ininterrottamente sino al 1876 e saltuariamente o in coalizione anche nei decenni successivi. I ministeri della Destra storica dal primo governo Cavour al governo di Marco Minghetti del 1876 conseguirono importanti risultati, in primo luogo l'Unità d'Italia, compiuta nel 1861 e portata a termine nel 1870 con la presa di Roma.
Essa comprendeva personalità provenienti da contesti culturali, di classe e ideologici eterogenei, che andavano dal liberalismo individualista anglosassone al liberalismo neohegeliano, nonché conservatori, laici rigorosi e riformisti più orientati alla religione. Pochi presidenti del Consiglio dopo il 1852 erano uomini di partito; invece accettarono il sostegno dove potevano trovarlo, e persino i governi della Destra storica durante gli anni 1860 includevano in qualche modo la Sinistra storica.
La Destra storica rappresentava gli interessi della borghesia settentrionale e dell'aristocrazia meridionale. I suoi membri erano prevalentemente proprietari terrieri, industriali, esponenti dell'aristocrazia imborghesita e del contesto militare. Su questioni economiche, la Destra ha sostenuto il libero scambio e politiche laissez-faire, mentre sulle questioni sociali ha favorito un forte governo centrale, la coscrizione obbligatoria e durante l'era Cavour la secolare legge delle guarentigie, causando la politica di astensione Non expedit di Pio IX. In affari esteri il loro obiettivo era l'unificazione dell'Italia, mirando principalmente a un'alleanza con il Regno Unito e l'Impero francese, ma a volte anche con il Regno di Prussia contro l'Austria-Ungheria.

## Politica interna
Nel gennaio 1861 si tennero le elezioni per il primo parlamento unitario. Su quasi 22 milioni di abitanti (non erano stati ancora annessi Lazio e Veneto), il diritto a votare fu concesso solo a 419.939 uomini (circa l'1,8% della popolazione italiana). L'affluenza alle urne fu del 57%.
La Destra storica, espressione della borghesia liberale piemontese e tosco-emiliana, vinse queste elezioni. I suoi esponenti erano soprattutto grandi proprietari terrieri e le élite cittadine; e, solo secondariamente, il piccolo ceto della industrializzazione nascente. Tra i politici principali sono Ricasoli, Sella, Minghetti, Spaventa, Lanza, La Marmora, Visconti Venosta.
La questione politica principale fu l'unificazione amministrativa del Regno appena costituito sulla base dell'annessione delle pre-esistenti realtà statali e amministrative. L'unificazione venne intrapresa in una ottica di accentramento dei poteri (accantonando i progetti di autonomie locali proposti da Marco Minghetti). La legislazione piemontese venne estesa a tutta la penisola. Il governo dislocò in modo capillare le prefetture come strumento principale di amministrazione periferica.
Anche il sistema scolastico nel 1861 fu riformato e uniformato in tutta Italia a quello piemontese (previsto dalla legge Casati). Fu poi istituita la coscrizione obbligatoria.

### Politica economica
Le politiche economiche della Destra storica si concentrarono su tre questioni generali: lo sviluppo di infrastrutture su scala nazionale; la liberalizzazione del commercio; e il risanamento di bilancio. Gli storici hanno evidenziato la mancanza di una visione di sviluppo economico e in particolare industriale, al di là di queste politiche.

#### Sviluppo di infrastrutture
Lo sviluppo della rete ferroviaria era considerato all'epoca uno strumento essenziale di sviluppo nazionale, per favorire l'integrazione delle attività economiche e il commercio. All'epoca dell'unificazione le infrastrutture italiane erano molto arretrate rispetto agli altri maggiori Paesi europei: l'Italia aveva circa 2000 km di rete ferroviaria (il 40% in Piemonte) che corrispondeva al 16% della rete britannica, e al 25% di quella francese. Nei primi venti anni dopo l'unificazione, la rete ferroviaria nazionale si estese rapidamente: vennero costruite tutte le direttrici principali, sia nella penisola sia nelle isole.
Gli storici dibattono sugli effetti economici immediati di questi investimenti. Alcuni hanno sottolineato il loro ruolo nell'unificazione nazionale. Altri hanno evidenziato effetti limitati sul commercio interno, a causa della ridotta integrazione del mercato nazionale; e sull'indotto industriale, a causa della limitatissima dimensione delle industrie metalmeccaniche, che richiesero massicce importazioni per sviluppare la rete ferroviaria.

#### Politiche commerciali
Gli anni 1860 videro in Europa radicali liberalizzazioni degli scambi commerciali internazionali tramite l'abbattimento dei dazi. I governi della Destra storica seguirono queste politiche di liberoscambio, non solo per motivi ideologici, ma anche per perseguire l'integrazione economica dell'Italia nel commercio internazionale. Gli storici hanno valutato che queste politiche furono molto aggressive e, in assenza di una politica di sviluppo industriale, sfavorirono lo sviluppo di capacità produttive nazionali tramite una adeguata protezione commerciale. Esse piuttosto favorirono il commercio di prodotti agricoli, beneficiando i grandi proprietari terrieri che dominavano il settore.
Un effetto protezionistico indiretto si produsse quando nel 1866 il governo sospese la convertibilità della lira in oro (il cosiddetto corso forzoso), per permettere politiche fiscali espansive necessarie a finanziare la terza guerra d'indipendenza. Questo permise di stampare moneta oltre la parità delle riserve auree. L'effetto indiretto fu inflazione, seguita da svalutazione della lira, che aiutò le imprese italiane esportatrici. Nonostante gli effetti economici indiretti positivi questa politica fu oggetto di forti contestazioni pubbliche.

#### Risanamento del bilancio

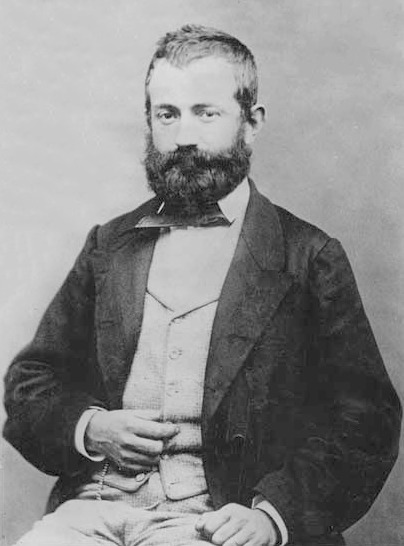
Quintino Sella, artefice del pareggio di bilancio.

Le politiche fiscali della Destra furono espansive (aumento della spesa pubblica), per finanziare le opere pubbliche. Questa espansione fu accompagnata da un aumento del carico fiscale, per tenere sotto controllo il debito pubblico (che era stato consolidato a livello nazionale subito dopo l'unificazione). La tassazione si concentrò sui consumi (imposte indirette) piuttosto che sulla ricchezza (imposte dirette). Questo era dovuto al fatto che la ricchezza era costituita all'epoca principalmente dalla terra: la condizione arretrata del catasto, specie al meridione, e l'opposizione dei latifondisti alla sua modernizzazione, preclusero una effettiva tassazione della terra.
Tra le imposte indirette vennero tassati il lotto e prodotti di base come sali, tabacchi, polveri e chinino. Nel 1868 venne introdotta la tassa sul macinato (sulla macinazione dei cereali) scatenando così proteste popolari con assalti ai mulini, distruzione dei contatori, invasioni di municipi. Al termine di questa rivolta contadina si contarono molti arrestati, feriti e morti.
Il Ministro delle Finanze Quintino Sella fu il principale artefice delle politiche fiscali, che produssero rapidamente un raddoppio delle entrate pubbliche. Il 16 marzo 1876, il Presidente del Consiglio Marco Minghetti, annunciò il pareggio di bilancio.
Gli effetti di queste politiche, oltre al risanamento del bilancio, implicarono un trasferimento di ricchezze dai ceti popolari a quelli più benestanti e ai detentori di titoli del debito pubblico italiano.

### I rapporti con la popolazione
Tutti questi provvedimenti resero più complicato l'inserimento dei nuovi territori nel Regno. Queste politiche, viste come odiose da parte della popolazione, in particolare l'imposta sul macinato e il servizio militare obbligatorio, contribuirono allo sviluppo del Brigantaggio, che era storicamente endemico in vaste regioni del Regno delle Due Sicilie e dello Stato della Chiesa, cui rispose con particolare durezza attraverso la legge Pica e il dispiegamento nell'Italia centro-meridionale di oltre 120.000 soldati, imponendo, in pratica, uno stato di guerra a Sud.
Stando alle fonti del nuovo Regno d'Italia, dal settembre del 1860 all'agosto del 1861 ci furono nell'ex Regno delle Due Sicilie 8.964 fucilati, 10.604 feriti, 6.112 prigionieri, 13.529 arrestati, e più di 3.000 famiglie perquisite. Alcuni storici ipotizzano anche un segreto sostegno del brigantaggio da parte dall'ex re Borbone del Regno delle due Sicilie rifugiato a Gaeta, nello Stato Pontificio.

## Politica estera
In politica estera la Destra storica fu assorbita dai problemi del completamento dell'Unità d'Italia: il Veneto venne annesso al Regno d'Italia in seguito alla terza guerra d'indipendenza (1866). Per quanto riguarda Roma la Destra cercò di risolvere la questione con la diplomazia, ma si scontrò con l'opposizione del papa Pio IX, di Napoleone III e della Sinistra. Alla caduta di Napoleone III dopo la guerra franco-prussiana, l'Italia attaccò lo Stato Pontificio e conquistò Roma, che diventò Capitale nel 1871. Il Papa si proclamò prigioniero e lanciò violenti attacchi allo Stato italiano, causando una forte campagna anticlericale da parte della Sinistra. Il governo regolò i rapporti con la Santa Sede con la legge delle guarentigie, che il Pontefice non riconobbe, giungendo a vietare ai cattolici di partecipare alla vita politica italiana, secondo la formula "né eletti, né elettori" (non expedit).
Un consigliere di legazione prussiano in Italia, Theodor von Bernardi, colse, nel corso della Terza Guerra d'Indipendenza, una frattura sui temi di politica estera fra una frazione "francofila" e una frazione definita "nazionale" o "filoprussiana". La prima corrente si sarebbe rifatta al generale La Marmora (Presidente del Consiglio prima della guerra e Comandante di fatto del Regio Esercito nel corso della guerra) e sarebbe dipesa eccessivamente dalle linee direttive di Napoleone III. La seconda invece, guidata dal barone Ricasoli, avrebbe avuto una visione più ampia del ruolo internazionale dell'Italia e sarebbe stata molto meno filo-francese e più filo-prussiana.
Anche la Destra piemontese riunitasi in Associazione Liberale Nazionale Permanente e guidata dai Senatori Ponza di San Martino e Jacini dopo la Convenzione di settembre del 1864 si allontanò dalle posizioni filo-francesi per sostenere la necessità di un avvicinamento strategico italo-prussiano.

## Fine della Destra storica
L'era egemonica della Destra finì nel 1876: il governo Minghetti fu messo in minoranza dallo stesso Parlamento, che rifiutava la nazionalizzazione delle neonate ferrovie, cosicché il primo ministro dovette dare le dimissioni. Era stata attuata la rivoluzione parlamentare: per la prima volta un capo del governo veniva esautorato non per autorità regia, bensì dal Parlamento. Il re Vittorio Emanuele II, preso atto delle dimissioni, diede l'incarico di formare un nuovo governo al principale esponente dell'opposizione, Agostino Depretis. Iniziava l'era della Sinistra storica. Gli esponenti della Destra storica che continuarono in un ruolo di opposizione parlamentare, e che in prevalenza provenivano dalla Toscana, furono chiamati dai loro avversari "consorteria". Il loro raggruppamento, il Partito Liberale Costituzionale, confluì nel 1912 nei Liberali insieme alla Sinistra.

## Divisioni e dissidi interni
Subito dopo le prime elezioni nel neonato Regno d'Italia, la Destra storica si divise in due "correnti" differenziate in base alla zona d'elezione:
- i piemontesi, eredi della Destra storica che aveva caratterizzato il Regno di Sardegna, formarono una "Associazione Nazionale Liberale Permanente" guidata da Gustavo Ponza di San Martino;
- i tosco-emiliani, sostenuti da lombardi e dai politici meridionali, formarono un gruppo, ribattezzato dispregiativamente "Consorteria" dai piemontesi.

Con il tempo questa divisione lasciò il posto a una divisione di tipo personale: i due principali leader delle varie anime della Destra, Sella e Minghetti, erano impegnati in una battaglia personale. Le Destre concordavano solo sulla necessità di raggiungere il pareggio di bilancio e sulla sconvenienza delle riforme democratiche volute dalla Sinistra, soprattutto l'estensione del suffragio elettorale.
Non va inoltre tralasciato che al gruppo "originale" della Destra storica, formato da settentrionali di tendenze liberali, si erano aggiunti i borghesi meridionali, conservatori. Le divergenze fra queste due anime saranno rilevanti.
Benché, come per la Sinistra, già alla fine del secolo la coalizione si fosse sfaldata, si continuerà a parlare di questa denominazione anche successivamente, fino alle elezioni del 1913 che sancirono ufficialmente la fine della Destra storica.

## Governi della Destra storica
- Governo Cavour IV (marzo - giugno 1861), caduto per la morte del Conte di Cavour
- Governo Ricasoli I (giugno 1861 - marzo 1862), caduto per le dimissioni di Ricasoli in seguito a contrasti con il re
- Governo Farini (dicembre 1862 - marzo 1863), caduto per le dimissioni di Farini, che dava segni di squilibrio mentale
- Governo Minghetti I (marzo 1863 - settembre 1864), caduto a causa della repressione a Torino di una manifestazione contraria al trasferimento della capitale a Firenze (vedi strage di Torino)
- Governo La Marmora I (settembre 1864 - dicembre 1865), caduto per le dimissioni di La Marmora in seguito al respingimento alla Camera di un decreto del Governo
- Governo La Marmora II (dicembre 1865 - giugno 1866), caduto per le dimissioni di La Marmora che assume la guida dell'Esercito nella Terza guerra d'indipendenza
- Governo Menabrea I (ottobre 1867 - gennaio 1868)
- Governo Menabrea II (gennaio 1868 - maggio 1869)
- Governo Menabrea III (maggio - dicembre 1869), caduto per le dimissioni di Menabrea in seguito alla proteste popolari contro la tassa sul macinato
- Governo Lanza (dicembre 1869 - luglio 1873) Sotto questo governo avviene la breccia di Porta Pia, la presa di Roma e la sua annessione al Regno d'Italia, di cui diviene capitale.
- Governo Minghetti II (luglio 1873 - marzo 1876), caduto per le dimissioni di Minghetti in seguito alla "rivoluzione parlamentare" che portò al potere la Sinistra storica
- Governo di Rudinì I (6 febbraio 1891 - 15 maggio 1892)
- Governo di Rudinì II (10 marzo 1896 - 11 luglio 1896)
- Governo di Rudinì III (11 luglio 1896 - 14 dicembre 1897)
- Governo di Rudinì IV (14 dicembre 1897 - 1º giugno 1898)
- Governo di Rudinì V (1º giugno 1898 - 29 giugno 1898)
- Governo Pelloux I (29 giugno 1898 - 14 maggio 1899)
- Governo Pelloux II (14 maggio 1899 - 24 giugno 1900)

La Destra storica fu altresì al governo in coalizione con la Sinistra durante l'età giolittiana (1903-1914), guidando alcuni esecutivi di breve durata (Governo Tittoni, Governo Luzzatti e Governo Sonnino I e II), in un'epoca altrimenti saldamente dominata dal leader della sinistra storica Giovanni Giolitti.

## Risultati elettorali
Sono riportati i risultati elettorali conseguiti dalla Destra storica per la Camera dei Deputati del Regno d'Italia.
| Data elezione | Numero di Voti | %    | Seggi     | Differenza |
| ------------- | -------------- | ---- | --------- | ---------- |
| 1861          | 110 400        | 46,1 | 342 / 443 | Stabile    |
| 1865          | 114 208        | 41,2 | 183 / 443 | 159        |
| 1867          | 84 685         | 39,2 | 151 / 493 | 32         |
| 1870          | 110 525        | 37,2 | 233 / 508 | 82         |
| 1874          | 156 784        | 53,6 | 276 / 508 | 43         |
| 1876          | 97 726         | 28,2 | 94 / 508  | 182        |
| 1880          | 135 797        | 37,9 | 171 / 508 | 77         |
| 1882          | 353 693        | 28,9 | 147 / 508 | 24         |
| 1886          | 399 295        | 27,9 | 145 / 508 | 2          |
| 1890          | 138 854        | 9,4  | 48 / 508  | 97         |
| 1892          | 309 873        | 18,3 | 93 / 508  | 45         |
| 1895          | 263 315        | 21,6 | 104 / 508 | 11         |
| 1897          | 242 090        | 19,4 | 99 / 508  | 5          |
| 1900          | 271 698        | 21,4 | 116 / 508 | 17         |
| 1904          | 212 584        | 13,9 | 76 / 508  | 20         |
| 1909          | 108 029        | 5,9  | 44 / 508  | 32         |